# سكوت بيانكو
سكوت بيانكو هو مصارع هاوي كندي، ولد في 9 نوفمبر 1967 في كاملوبس في كندا.

## وصلات خارجية
- سكوت بيانكو على موقع قاعدة بيانات المصارعة الدولية (الإنجليزية)
- سكوت بيانكو على موقع أوليمبيديا (الإنجليزية)
- سكوت بيانكو على موقع اتحاد ألعاب الكومنولث (مؤرشف) (الإنجليزية)